# جون مانسفيلد
جون مانسفيلد (بالإنجليزية: John Mansfield)‏ هو أستاذ جامعي وقاضي ومحامي أسترالي، ولد في 25 أغسطس 1946.